# Donna Vekić
Donna Vekić (født 28. juni 1996 i Osijek, Kroatien) er en professionel kvindelig tennisspiller fra Kroatien.